# Viorica Susanuová
Viorica Susanuová (* 29. října 1975 Galați) je bývalá rumunská veslařka. Je absolventkou univerzity v Bacău a členkou klubu Dinamo Bukurešť. Měří 185 cm a váží 70 kg.
Je čtyřnásobnou olympijskou vítězkou. Vyhrála na osmiveslici v letech 2000 a 2004 a na dvojce bez kormidelnice s Georgetou Damianovou v letech 2004 a 2008. Také byla třetí na osmě na LOH 2008 a pátá na dvojce na LOH 2012. Na mistrovství světa ve veslování vyhrála v letech 1997, 1998 a 1999 s osmou a v letech 2001 a 2002 se dvojkou bez kormidelnice. Třikrát vyhrála mistrovství Evropy ve veslování (2007, 2008 a 2012).
V roce 2008 jí byl udělen Řád rumunské hvězdy. Roku 2012 ukončila závodní kariéru a stala se trenérkou.